# Ni loca
«Ni loca» es el segundo sencillo del álbum Felicidad y Perpetua (2011) de la cantante colombiana Fanny Lu. La canción cuenta con la colaboración de Dálmata (integrante del dúo puertorriqueño Ñejo & Dálmata) y fue lanzada como sencillo durante diciembre de 2011 mientras que su vídeo fue lanzado el 13 de marzo de 2012.

## Audio
El audio de la canción fue colgado en la página oficial de Fanny Lu en Youtube el 22 de noviembre de 2011 recibiendo críticas muy positivas. El audio ya tiene más de 1 millón de visitas en el canal oficial.

## Vídeo
El 24 de febrero de 2012 la cantante publicó en su cuenta oficial de Youtube el primer adelanto titulado "Ni loca ft. Dalmata [VIDEO OFICIAL] Teaser", mientras que el 6 de marzo lanzó un segundo adelanto con el cual confirmó que el vídeo sería lanzado el 13 de marzo. Finalmente ese día lanzó el vídeo a través de su cuenta FannyLuVEVO.

## Posiciones
| Listas (2012)                     | Posiciones |
| --------------------------------- | ---------- |
| Mexican Airplay                   | 44         |
| Venezuela Top 100 (Record Report) | 1          |